# 3 Batalion Strzelców Karpackich

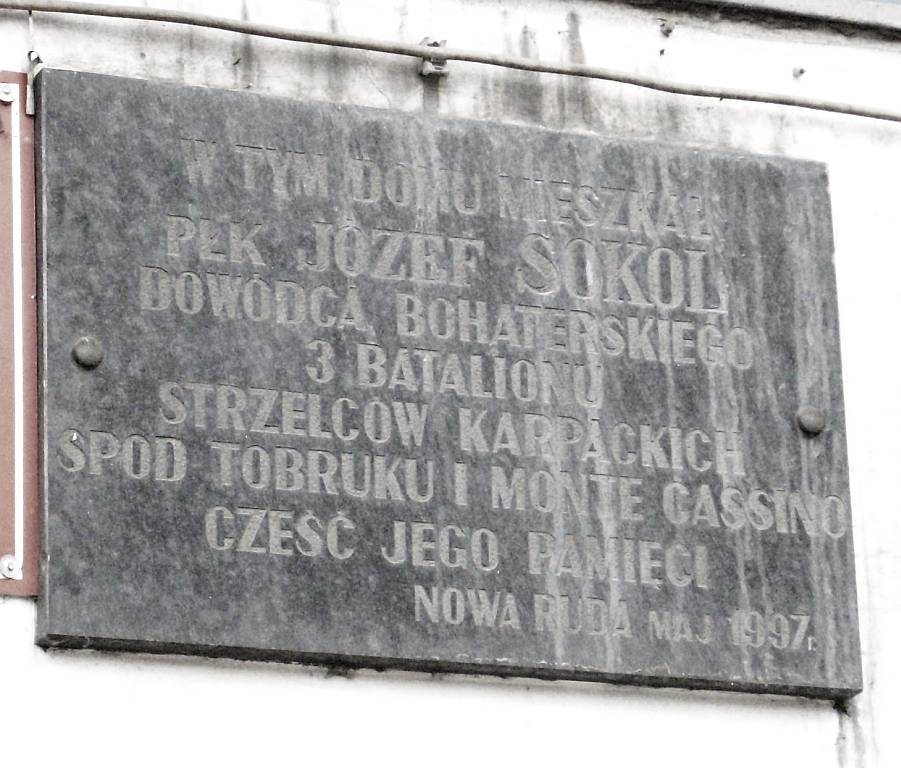
Tablica pamiątkowa na jednym z budynków w Nowej Rudzie

3 Batalion Strzelców Karpackich (3 bsk) – pododdział piechoty Polskich Sił Zbrojnych.

## Formowanie, zmiany organizacyjne i historia
3 Batalion Strzelców Karpackich został sformowany w kwietniu 1940 roku, w Homs, w Syrii jako 1 batalion 2 pułku piechoty Brygady Strzelców Karpackich. W dniach 27–30 czerwca 1940 r. batalion w składzie BSK wyjechał transportem kombinowanym do Palestyny pod dowództwo brytyjskie. Zakwaterowany został w Latrum w namiotach, gdzie rozpoczął szkolenie.

### Służba i walki w Egipcie i Libii
6 października 1940 roku został przetransportowany poprzez Suez do Egiptu na pustynię w pobliżu Aleksandrii i objął obronę rejonu Aleksandrii na tzw. „linii króla Faruka”. 15 października rejon 2 pułku piechoty został zbombardowany przez lotnictwo włoskie, w wyniku czego 1 batalion poniósł pierwszą stratę, poległ st. sierż. Henryk Bielak. Następnie wraz z resztą brygady 1 batalion 2 pp pełnił służbę przy wielkich obozach jeńców włoskich, w sumie BSK strzegła ok. 60 000 jeńców. 29 grudnia 1940 roku batalion wyjechał do garnizonu pustynnego w oazie El Daba, gdzie pełnił służbę wartowniczą przy składach i magazynach oraz przy konwojowaniu jeńców. Z dniem 15 stycznia 1941 roku na bazie batalionu 1/2 pp został utworzony 3 Batalion Strzelców Karpackich, jako etatowa 4 kompania strzelców została dołączona 5 kompania 1 pułku piechoty, jako kompania dowodzenia batalionu została włączona kompania gospodarcza 2 pp, kompania ckm odeszła do formowanego baonu ckm brygady. Brygada Strzelców Karpackich otrzymała nazwę Samodzielnej Brygady Strzelców Karpackich. W związku z reorganizacją batalionu zaczęto otrzymywać brytyjską broń strzelecką. 23 lutego 3 batalion powrócił do Agami pod Aleksandrią tam podjął intensywne szkolenie oraz pełnił warty w obozach jeńców, przy składach, szpitalu brytyjskim i dokach Aleksandrii. W związku z planowanym udziałem brygady w walkach w Grecji dokonano kolejnej reorganizacji batalionu – przybyła z Bardii do batalionu dawna kompania ckm, która stała się 4 kompanią strzelecką, dotychczasowa 3 kompania została rozwiązana, dotychczasowa 4, stała się 3 kompanią strzelecką, do batalionu przydzielono muły. Pobrano umundurowanie brytyjskie. 2 kwietnia rozpoczęto załadunek sprzętu na statki, lecz już 9 kwietnia odwołano wyjazd do Grecji. Batalion ponownie zajął pozycje obronne w rejonie Agami. W dniach 25–26 maja 1941 roku transportem kolejowym 3 bsk został przewieziony do fortu Mersa Matruh, który stanowił II linię frontu. Na miejscu pozostając w II rzucie SBSK pełnił służbę wartowniczą w porcie, na stacji kolejowej, w magazynach i obozie jeńców. Na początku lipca batalion w składzie brygady objął garnizonem pustynny obóz warowny w Mersa Baggush, w którym prowadzono dalsze szkolenie, w tym motorowe, otrzymano brytyjskie wyposażenie, broń zespołową i sprzęt motorowy. W nowym miejscu postoju i na dalekim przedpolu wykonywano umocnienia dla wojsk brytyjskich. Służba na pustyni przy budowie umocnień trwała do 16 sierpnia 1941 roku, do tego czasu zginęło i zmarło 7 żołnierzy batalionu. W dniu 20 sierpnia batalion wraz z resztą brygady przybył do obozu wojskowego Amiriyi pod Aleksandrią. Zdał cały zbędny sprzęt, akta kancelaryjne i depozyty żołnierskie do Ośrodka Zapasowego Brygady, z ośrodka otrzymał uzupełnienia stanu osobowego, oraz z magazynów brytyjskich uzupełnienie broni i sprzętu bojowego. W dniach 22 i 24 sierpnia 1941 roku 3 batalion strzelców karpackich został w porcie w Aleksandrii załadowany na okręty wojenne i przewieziony do twierdzy Tobruk.
Obrona Tobruku
Od 25 sierpnia 1941 roku 3 batalion strzelców karpackich przejął obronę w II rzucie na tzw. „linii niebieskiej” luzując batalion australijski, częścią sił rozbudowywał umocnienia polowe na zajmowanej pozycji, częścią sił prowadził prace porządkowe w porcie, na lotnisku i umacniał szpital w twierdzy. Od 28 sierpnia kadra dowódcza batalionu rozpoczęła przejmowanie odcinka w I rzucie obrony tzw. „linii czerwonej”. W okresie od 27 sierpnia do objęcia przez batalion obrony na I linii poległo 2 żołnierzy batalionu, w tym dowódca 2 kompanii strzeleckiej, a 3 zostało ciężko rannych. Nocą 4/5 września 1941 r. batalion całością sił przejął obronę odcinka frontu na tzw. „czerwonej linii” o szerokości ok. 9 km. Podjęte działania patrolowe i wypady na stanowiska włoskiej 17 Dywizji Piechoty „Pavia” przyniosły straty w postaci utraty 2 jeńców i 1 rannego. Nocą 29/30 września 3 bsk został zluzowany przez batalion australijski i przeszedł na odpoczynek w rejon fortu Pilastrino przyjmując uzupełnienie w postaci 21 żołnierzy Polaków byłych legionistów francuskich z Legii Cudzoziemskiej z Syrii. Wieczorem 3 października „karpatczycy” z 3 batalionu przejęli najcięższy odcinek szerokości 1 km na tzw. „Wyłomie” Ras El Medauar od australijskiego 2/48 batalionu piechoty. Przeciwnikiem batalionu byli do 20 października strzelcy ze 104 i 115 pułków strzeleckich niemieckiej 21 DPanc., potem pułk bersaglierów przydzielony do 27 DP „Brescia”. Batalion prowadził umacnianie zajmowanego odcinka obrony, zbierał i wykorzystywał pozyskaną dodatkowo broń strzelecką i artyleryjską, prowadził obserwację i akcje patrolowe. Żołnierze batalionu pojmali 1 jeńca dowódcę włoskiego patrolu księcia Colonna, jednocześnie ze stanu 3 baonu poległo 5 żołnierzy, a 6 zostało rannych. 13 listopada kompanię odwodową batalionu wizytował Naczelny Wódz gen. broni W. Sikorski. W dniu 17 listopada na skutek ulewy i jej skutków na odcinku „Wyłomu” w liniach polskich i włoskich nastąpił do 19 listopada samorzutny rozejm. W związku z zaciętymi walkami na innych odcinkach obrony twierdzy, mającymi na celu odblokowanie Tobruku. Na odcinku obrony batalionu żołnierze prowadzili walkę ogniową z obsadą nieprzyjaciela oraz akcję patrolową. 25 listopada na odcinek batalionu wyszło silne natarcie jednostek oblegających, w trakcie odpierania tego natarcia poległo 2 żołnierzy, a 3 zostało rannych. Pozycje 3 bsk były 27 listopada intensywnie ostrzeliwane przez lotnictwo w wyniku czego poległ jeden żołnierz. Nocą 2/3 grudnia 1941 r. swoimi odwodami 3 batalion przejmuje część odcinka sąsiedniego batalionu czechosłowackiego. 9 grudnia 3 batalion strzelców karpackich wraz z bratnim 2 bsk zdobywają w godzinach nocnych wzgórze Medauar, na skutek tego natarcia obsada włoska rozpoczęła odwrót, a wysłany patrol bojowy z 3 bsk, 10 grudnia zdobył wzgórze „White Knoll” 3 batalion zdobywa kilkunastu jeńców oraz broń i motocykle, w wyniku walki stracił 7 rannych żołnierzy. Do pościgu za uchodzącym nieprzyjacielem wyznaczony został pułk ułanów karpackich, którego wspierał pluton rozpoznawczy 3 batalionu na transporterach „carriers”. Pluton ten wziął do niewoli 54 jeńców, w tym 8 Niemców. W obronie twierdzy w szeregach batalionu poległo 11 żołnierzy, 2 utonęło w storpedowanym statku, ewakuowano kilkudziesięciu rannych i chorych na żółtaczkę i malarię.
Bitwa pod Gazalą
W dniu 12 grudnia 1941 roku 3 batalion strzelców karpackich na podstawionych samochodach brytyjskich wraz z całą SBSK został przewieziony w rejon El Adem. Następnie 13 i 14 grudnia na pojazdach brytyjskich początkowo bez 1 kompanii strzeleckiej, wzmocniony artylerią polową i ppanc. poprzez Acromę, Eluet Et Tamar oraz poprzez pustynię 'na azymut” prowadził marsz w kierunku linii frontu. 3 batalion karpacki wraz z bratnim 1 bsk o godz. 15.30 dnia 15 grudnia 1941 roku rozpoczął natarcie na odcinku znajdującym się na styku nowozelandzkiej 5 Brygady Piechoty i hinduskiej 4 Dywizji Piechoty. Atak rozpoczął z rejonu wzg. 194, w kierunku wzg. 183 i skarpy, miał do pokonania pustynną przestrzeń na odległość ok. 3 km. Atakował 1 i 2 kompanią w I rzucie i 3 i 4 kompanię w II rzucie, wzmocniony plutonem ckm, przy wsparciu własnych moździerzy oraz osłoną skrzydła złożoną z plutonu rozpoznawczego. Z uwagi na brak amunicji w parkach artylerii polowej, wsparcie artyleryjskie było symboliczne. W ogniu włoskiej obrony z dominujących wzgórz pod ogniem wrogiej artylerii polowej, ppanc i moździerzy batalion rozwinął się i następnie dalej prowadząc atak, dostał się pod ogień włoskiej broni maszynowej. Z uwagi na powyższe natarcie zwolniło i zaległo. W chwili zachodu słońca, kompanie 1, 2 i 4 ruszają do szturmu i o godz. 17.20 osiągają wzgórze 183. Na noc cały batalion przechodzi do obrony wokół zdobytych przedmiotów natarcia. Natarcie batalionu zamknęło się stratą 9 zabitych żołnierzy, 22 rannych i 1 został wzięty do niewoli. Na wrogu zabrano do niewoli 5 oficerów i 128 szeregowych, zabito 2, obrońcy pochodzili z włoskiej dywizji „Pavia”. Ponadto zdobyto 4 działka ppanc, 13 ckm, 5 moździerzy, 80 kb, pistolety i amunicję. Nocą 15/16 grudnia 1941 roku nieprzyjacielska artyleria ostrzelała rejon obrony batalionu. 16 grudnia o godz. 14.00 pluton carriersów i 4 kompania strzelecka 3 bsk na pojazdach i pieszo atakują obsadzoną przez piechotę włoską wzgórze Carmuset 183. Błyskawicznie przeprowadzona akcja i szturm z odległości 2 km do linii włoskich umocnień doprowadziły do zajęcia przedmiotów natarcia i rozbicia 11 batalionu i częściowo 8 batalionu tworzących włoski 7 pułk „Bersaglierów”. Do niewoli wzięto 8 oficerów 337 szeregowych, zabitych zostało 10, a rannych kilkunastu żołnierzy włoskich. Zdobyto 2 armaty plot. 11 armat polowych i ppanc 30 ckm, 30 rkm, 6 moździerzy, 10 granatników 250 kb, 1 samochód pancerny, 1 ciągnik art. 13 samochodów i 50 motocykli itd. Atakujące pododdziały baonu miały 1 poległego i 2 rannych. Wysłane patrole w pościgu docierają do punktów na pustyni nr 157 i 174, biorąc dalszych 14 jeńców. 17 grudnia batalion pozostawał w obronie zbierając dalszych jeńców i broń, pościg kontynuował 2 bsk. Do 21 grudnia 3 batalion ochraniał lotniska w rejonie Gazali.
Cyrenaika, Mechili
Od 5 stycznia 1942 roku 3 bsk wraz z przydzielonym dywizjonem artylerii Karpackiego Pułku Artylerii i baterią ppanc. przybył do fortu Derna jako garnizon. Ochraniał i patrolował obszar o promieniu ok. 100 km wokół. 25 stycznia 3 baon „karpatczyków” został przetransportowany do Mechili i od rana 26 stycznia zajął fort jako pierwszy z brygady. Jednostki brygady wraz z 3 batalionem rozpoczęły naprawę umocnień i zakładały nowe pola minowe. W trakcie tych prac zginęło na minach 2 żołnierzy, a 2 zostało rannych. Z uwagi na ogólną sytuację 8 Armii Brytyjskiej, brygada osłaniała jej odwrót i 4 lutego 1942 roku osiągnęła rejon wzgórz w rejonie Gazali.
Obrona Gazali
Pomiędzy 4 a 9 lutego 1942 roku w rejonie wzg. 183 i wzg. 159 Bir Chesceua,3 batalion umacniał i przygotowywał się w II rzucie brygady do obrony. 10 lutego stanowiska baonu zostały zbombardowane przez lotnictwo niemieckie w jego wyniku poległ 1 żołnierz, a 9 zostało ciężko rannych. 27 lutego przez żołnierzy batalionu został zestrzelony samolot Me-109, a pilot awaryjnie lądując zniszczył kuchnię 4 kompanii strzelców. Pluton rozpoznawczy batalionu patrolował przedpole brygady i prowadził utarczki z podjazdami wroga, w wyniku podkładania min na trasach patrolowych, 23 lutego poległ 1 żołnierz, 3 żołnierzy zostało ciężko rannych, w tym dowódca plutonu rozpoznawczego. Podobnie 10 marca 3 szeregowych zostało rannych. 15 marca oddział wypadowy wjechał na „dzikie pole minowe” w wyniku czego p.o. dowódcy batalionu mjr Fanslau i dowódca kompanii dowodzenia, nowy dowódca plutonu rozpoznawczego i 4 szeregowych zostało rannych, a wypad odwołany. Z uwagi na wyczerpanie żołnierzy brygada została 17 marca 1942 roku zluzowana, przez brygadę południowoafrykańską. Poprzez El Adem, Capuzzo, Mersa Matruh i El Dabę 3 bsk dotarł 22 marca do obozu El Amiriya. Przez pozostałe dni marca i kwietnia 1942 roku batalion wypoczywał i brał udział w szkoleniu i kursach, 19 kwietnia 79 szeregowych odeszło na szkolenie do Szkoły Podchorążych Rezerwy. Kampania libijska dla 3 bsk dobiegła końca, stracił w niej 39 zabitych i zmarłych, 86 rannych i 3 zaginionych (jeńców), wziął do niewoli 687 jeńców.

### Przez Kraje Środkowego Wschodu i Egipt
W dniu 1 maja 1942 roku 3 batalion strzelców karpackich wyruszył transportem samochodowym poprzez Deltę Nilu, Gizeh, Kair, Ismailię do Gazy, a następnie do Qastiny dokąd przybył w nocy 2/3 maja. Od 3 maja 1942 roku w związku z organizacją 3 Dywizji Strzelców Karpackich, na bazie istniejącej dotychczas SBSK i oddziałów przybyłych w wyniku I ewakuacji z PSZ w ZSRR, 3 batalion został włączony w skład 1 Brygady Strzelców Karpackich. Po wydzieleniu oficerów i podoficerów jako kadry do organizowanych 6 i 9 batalionów strzelców karpackich, wysłaniu szeregowych do szkół podoficerskich, batalion liczył jedynie 1/3 składu etatowego. Do 3 batalionu „karpatczyków” przybywają uzupełnienia; 25 maja 179 żołnierzy, w lipcu 136 żołnierzy, w tym czasie powróciło 56 absolwentów szkoły podchorążych. Weterani kampanii libijskiej otrzymali awanse i byli przenoszeni na wyższe stanowiska służbowe. Od 17 do 22 czerwca batalion zajmuje obronę przeciwdesantową na wybrzeżu Palestyny. Od 1 lipca batalion stacjonował w miejscowości Isdud, odbył dwa ćwiczenia w ramach 1 Brygady. Żołnierze w okresie pobytu w Palestynie wypoczywali i zwiedzali zabytki religijne na terenie Palestyny. W okresie tym zdezerterowała większość żołnierzy pochodzenia żydowskiego. Dnia 20 września większość 3 bsk koleją udała się do rejonu portu w Suezie, następnie 21 września baon załadowany został na statki i poprzez Aden przybył 9 października do Basry w Iraku. Dalszą podróż „karpatczycy” z 3 baonu odbyli koleją przez Bagdad docierając 12 października do Jaloula koło Quizil Ribat, tam oczekiwał na przybyłych rzut kołowy 3 batalionu, który przybył 9 października poprzez Haifę, Jordan, pustynię transjordańską. Po zakwaterowaniu pod namiotami na pustyni, batalion przystąpił do szkolenia żołnierzy szczególnie z ostatnich uzupełnień. 12 listopada z rozwiązanej 3 Brygady Strzelców Karpackich przybyło 191 żołnierzy jednocześnie do lotnictwa i innych jednostek armii odeszło ok. 70 ludzi, batalion osiąga pełny etatowy stan osobowy. Pod koniec listopada 1942 roku 3 batalion dyslokowany został nad granicę Turecką w rejon Qayara 75 km od Mosulu, utworzył tam obóz wojskowy. W nowym miejscu postoju prowadzono szkolenie specjalistyczne na licznych kursach, jednocześnie odeszło ok. 70 żołnierzy do innych jednostek w Wielkiej Brytanii, w tym do brygady spadochronowej i lotnictwa 40. 1 maja 1943 roku 3 bsk przybył do obozowiska Altun Kopru w pobliżu Kirkuku. W dniach 24–28 maja baon brał udział w ćwiczeniach dywizyjnych. W pierwszych dniach lipca 1943 r. do batalionu dotarły pierwsze uzupełnienie Polaków, byłych jeńców z armii niemieckiej. cdn.
Walczył w kampanii afrykańskiej 1941-1942 i włoskiej 1944-1945 za co 11 listopada 1966 roku odznaczony został Krzyżem Srebrnym Orderu Virtuti Militari (nr 13310).
Po wojnie batalion, będąc w składzie wojsk okupacyjnych, pełnił między innymi służbę wartowniczą. W lutym 1946 roku strzegł obozów jeńców niemieckich w rejonie Cesenatico.

## Żołnierze batalionu
Dowódcy batalionu
- mjr / ppłk Józef Sokol (IV 1940 – 21 VI 1942)
- mjr dypl. Henryk Tadeusz Piątkowski (7 VII – 4 XI 1942)
- kpt. Antoni Dusza (p.o. 21 VI – 6 VII 1942[16]),(4 XI 1942 – 18 III 1943[17])
- ppłk Józef Sokol (19 III 1943 – 9 VI 1944[18])
- mjr dypl. Zdzisław Czekałowski (10 VI 1944 – 26 V 1945)
- mjr Antoni Dusza (3 VI 1945 – 1947)

Zastępcy dowódcy batalionu
- mjr Karol Fanslu (VIII 1941 – V 1942)
- kpt. Antoni Dusza (V 1942 – V 1945[19])
- kpt. Władysław Maciejczyk (p.o. 16 I – 2 VI 1945)[20]
- mjr dypl. Zdzisław Artur Bukojemski (V – 15 VIII 1945[21])
- kpt. Władysław Maciejczyk (16 VIII 1945 – 1947)[22][21]

Dowódcy 4 kompanii
- por. Czesław Hanus
- por. / kpt. Antoni Dusza
- kpt. Tadeusz Radwański (3 V 1942 – VI 1944)

Oficerowie batalionu
- por. lek. Marian Feliks Natkański
- por. lek. Adam Majewski
- ppor. piech. Jan Bielatowicz

Szef batalionu
- st. sierż. / chor. Stanisław Korbas

## Odznaka batalionu
Odznaka specjalna: wykonana z białego metalu, oksydowana. Posiada formę szarotki, a nakładana była na granatowe patki z żółtą wypustką. Na łodydze cyfra 3.
Odznakę noszono na kołnierzach i na beretach, w odległości 5 cm po lewej stronie, ukośnie łodygą w stronę orzełka. Wykonywała ją firma: F.M. Lorioli, Milano–Roma.

## Marsze i walki
|  |  |  |  |  |